# Абу Бакр-шах
Абу Бакр-шах (араб. ابو بکر شاہ; пом. 1390) — султан Делі з династії Туґлак.

## Життєпис
Був сином Зафар-хана й онуком султана Фіроз Шаха та розглядався як один зі спадкоємців престолу після смерті діда 1388 року. Зійшов на престол після повалення султана Туглак хана в результаті палацового перевороту 1389 року. Мав підтримку більшості сановників Фіроз-шаха, які перебували у Делі під час перевороту. Невдовзі проти Абу Бакр-шаха виступив його дядько Мухаммад-хан, який мав широку підтримку знаті й чиновників за межами Делі. 1390 року Абу Бакр-шах був повалений та утік до Алвара, де й помер у серпні того ж року. Трон зайняв його дядько під іменем Мухаммад-шаха III.